# Fura suli
A Fura suli (eredeti cím: Strange Hill High) angol televíziós bábfilmsorozat, amelyet Chris Tichborne és  Geoff Walker rendezett. Angliában 2013. május 8-ától a CBBC vetíti, Magyarországon 2014. november 11-étől a Megamax  sugározta.

## Ismertető
A főszereplők, Mitchell, Becky és Templeton. A főhősök kalandjai a Strange Hill suliban játszódik. Ebben a gimiben sem a tantermek, sem a pedagógusok, és még a menza sem olyan, ahogy kinéz. Nagyon abszurd dolgok fordulnak elő ebben a gimiben. Ezek a nagy felfordulások elképzelhetetlenek.

## Szereplők
| Szereplő        | Eredeti hang   | Magyar hang     | Leírás                                          |
| --------------- | -------------- | --------------- | ----------------------------------------------- |
| Mitchell Tanner | Doc Brown      | Markovics Tamás | Egyik főszereplő, gyors felfogású fiú.          |
| Becky Butters   | Emma Kennedy   | Gulás Fanni     | Egyik főszereplő, ő a csapat legjózanabb tagja. |
| Templeton       | Richard Ayoade | Joó Gábor       | Egyik főszereplő, önjelölt zseni.               |

További magyar hangok: Bodrogi Attila, Bolla Róbert, Háda János, Megyeri János, Seder Gábor, Szabó Zselyke

## Epizódok

### 1. évad
| #   | #   | Hivatalos cím                            | Magyar cím                 | Hivatalos premier | Magyar premier     |
| --- | --- | ---------------------------------------- | -------------------------- | ----------------- | ------------------ |
| 1.  | 1.  | King Mitchell                            | Mitchell király            | 2013. május 8.    | 2014. november 11. |
| 2.  | 2.  | 99 Cool Things to do with a Time Machine | Idétlen időgép             | 2013. május 15.   | 2014. november 12. |
| 3.  | 3.  | The Lost and Found Boy                   | Fiú függőben               | 2013. május 22.   | 2014. november 13. |
| 4.  | 4.  | Snoozical                                | Nyivákoló                  | 2013. május 29.   | 2014. november 14. |
| 5.  | 5.  | Big Mouths Strikes Again                 | Édesszájú rettenet         | 2013. június 5.   | 2014. november 15. |
| 6.  | 6.  | The Most Boring Book In The World        | Könyvmolyok                | 2013. június 12.  | 2014. november 16. |
| 7.  | 7.  | Read All About It                        | Minden szava igaz          | 2013. június 19.  | 2014. november 17. |
| 8.  | 8.  | Health & Safety                          | Fő a biztonság             | 2013. június 26.  | 2014. november 18. |
| 9.  | 9.  | The Ghost Writes of Strange Hill High    | Szellemírók kísértetjárása | 2013. július 3.   | 2014. november 19. |
| 10. | 10. | Teacher's Pets                           | Teacher kedvence           | 2013. július 10.  | 2014. november 20. |
| 11. | 11. | Lucky Becky                              | Mázli lány                 | 2013. július 17.  | 2014. november 21. |
| 12. | 12. | Becky vs Bocky                           | Agyag Becky                | 2013. július 24.  | 2014. november 22. |
| 13. | 13. | End of Termination                       | A terminátor vége          | 2013. július 31.  | 2014. november 23. |

### 2. évad
| #   | #   | Hivatalos cím                  | Magyar cím          | Hivatalos premier | Magyar premier     |
| --- | --- | ------------------------------ | ------------------- | ----------------- | ------------------ |
| 14. | 1.  | The Curse of the Were-Teacher  | A vértanár titka    | 2014. április 29. | 2014. december 7.  |
| 15. | 2.  | Invasion of the Templetons     | Őrjeti              | 2014. május 6.    | 2014. december 8.  |
| 16. | 3.  | The 101% Solution              | 101%-os megoldás    | 2014. május 13.   | 2014. december 9.  |
| 17. | 4.  | Little School of Horrors       | A nyúl meg a szivar | 2014. május 20.   | 2014. december 10. |
| 18. | 5.  | Big Templeton is Watching you! | Tökös üstökös       | 2014. május 27.   | 2014. december 11. |
| 19  | 6.  | Crushing Embarrasement         | Ciki-cuki           | 2014. június 3.   | 2014. december 12. |
| 20. | 7.  | Mitchell Who?                  | Feltűnően eltűnten? | 2014. június 10.  | 2014. december 13. |
| 21. | 8   | Innercrombie                   | Járat a fejbe       | 2014. június 17.  | 2014. december 14. |
| 22. | 9.  | Ken Kong                       | Ken Kong            | 2014. június 24.  | 2014. december 15. |
| 23. | 10. | Mitchell Junior                | Ni-Ni-Ni csel       | 2014. július 1.   | 2014. december 16. |
| 24. | 11. | The MCDXX Men                  | Antivilág           | 2014. július 8.   | 2014. december 17. |
| 25. | 12. | The Snide Piper                | Music cakk cakk     | 2014. július 15.  | 2014. december 18. |
| 26. | 13. | A Strange Hill Christmas       | Karácsonyi riadalom | 2014. július 22.  | 2014. december 19. |